# Pro Sesto 1913
Pro Sesto 1913, zkráceně jen Pro Sesto je italský fotbalový klub hrající v sezóně 2024/25 ve 4. italské fotbalové lize sídlící ve městě Sesto San Giovanni v regionu Lombardie.

## Změny názvu klubu
- 1914/15 – 1922/23 – SGS Pro Sesto (Società Ginnico Sportiva Pro Sesto)
- 1927/28 – 1962/63 – US Pro Sesto (Unione Sportiva Pro Sesto)
- 1963/64 – 2009/10 – AC Pro Sesto (Associazione Calcio Pro Sesto)
- 2010/11 – 2011/12 – ASD Nuova Pro Sesto (Associazione Sportiva Dilettantistica Nuova Pro Sesto)
- 2012/13 – 2019/20 – SSD Pro Sesto (Società Sportiva Dilettantistica Pro Sesto)
- 2020/21 – Pro Sesto 1913 (Pro Sesto 1913)

## Získané trofeje

### Vyhrané domácí soutěže
- 4. italská liga ( 3x )

1986/87, 2004/05, 2019/20

## Historie
Klub vznikl v roce 1913, díky úsilí některých fanoušků fotbalu v milánském vnitrozemí. Dali mu jméno Società Ginnico Sportiva Pro Sesto a prvním prezidentem se stal Iginio Trasi. Do FIGC vstoupil v roce 1914 a začal hrát regionální soutěž. První oficiální zápas se uskutečnil 17. ledna 1915 proti Nazionale Lombardia (2:1). V roce 1922 je ve finanční tísni a po sezoně 1921/22 nepokračuje v žádné soutěži. Hráči byli téměř rovnoměrně rozděleni mezi dva týmy v činnosti a to Marelli Sports Group a Breda Sports Group.
Klub byl založen znovu na začátku sezóny 1927/28 a to díky podpoře více než dvou set členů. Dali mu název Unione Sportiva Pro Sesto. Po špatné sezoně v regionální soutěži (6. místo z 8 mužstev) byl Fašistickým režimem spojem s klubem Breda a tak  mizí z lombardské fotbalové geografie. Po válce se klub znovu zrodil nový klub Unione Sportiva Pro Sesto díky sloučení Giovani Calciatori Sestesi Gruppo Sportivo Falck. Nastalo nejlepší období klubu. Hráli pět sezon po sobě ve druhé lize. V sezoně 1949/50 sestoupil do třetí ligy a poté sestoupil ještě níž. V roce 1963 se spojil s klubem AC Sestese a v sezoně 1965/66 slavil postup do čtvrté ligy, kterou hrál nepřetržitě do sezony 1978/79. V roce 2010 klub musel ohlásit bankrot. Dne 6. července se zrodil nový klub Associazione Sportiva Dilettantistica Nuova Pro Sesto a začínají hrát v regionální soutěži, kterou v první sezoně vyhrají a postoupí výše. Poté opět postupují výše a od sezony 2012/13 hrají v paté lize. V sezoně 2019/20 postupují do třetí ligy.
Nejlepším umístěním je 7. místo ve druhé lize ze sezon 1947/48 a 1948/49.

## Účast v ligách
| Úroveň soutěže | Název soutěže (nynější název) | První hraná sezona | Poslední hraná sezona | celkem odehraných sezon |
| -------------- | ----------------------------- | ------------------ | --------------------- | ----------------------- |
| 2              | Serie B                       | 1946/47            | 1949/50               | 4                       |
| 3              | Serie C                       | 1945/46            | 2023/24               | 16                      |
| 4              | Serie D                       | 1953/54            | 2024/25               | 39                      |
| 5              | Eccellenza                    | 1957/58            | 2013/14               | 9                       |

## Fotbalisté

### Známí hráči v klubu
- Cristian Brocchi – (1995–1997) reprezentant
- Stefano Eranio – (2001–2003) reprezentant
- Matjaž Florijančič – (2001/02) reprezentant
- Filippo Galli – (2002–2004) reprezentant  medailista z ME U21 1984